# Monostorapáti
Monostorapáti là một thị trấn thuộc hạt Veszprém, Hungary. Thị trấn này có diện tích 25,55 km², dân số năm 2010 là 1100 người, mật độ 43 người/km².